# Конотопский городской совет
Конотопский городской совет (укр. Конотопська міська рада, [konoˈtɔpsʲkɑ miˈsʲkɑ ˈrɑd̪ɐ], произношениео файле) — входит в состав Сумской области Украины.

## Географическое положение
Конотопский городской совет находится в центре Конотопского района Сумской области Украины.
Административным центром совета является город Конотоп.

## Население
Население совета составляет 90 303 человека (2019), в том числе городское — 86 267 человек, сельское — 4 036 человек.

## Административное устройство
Совет включает в себя:
| - Сельских советов: 1 | - Городов: 1 - Сёл: 3 |

### Местные советы[3]
| - Подлипненский сельский совет |

### Населённые пункты совета[4]
- г. Конотоп
- с. Подлипное
- с. Калиновка
- с. Лобковка